# Як
Як (лат. Bos mutus) — парнокопытное млекопитающее из рода настоящих быков семейства полорогих. В ряде русскоязычных энциклопедий описывается как кашемирский бык, монгольский бык или тибетский бык.
Родина яка — Тибет, где он используется в качестве вьючного и мясного животного. В районах разведения употребляется также молоко самок яка, называемых дри.

## Этимология
Русское название животного происходит от тиб. གཡག་ (g.yag), означающего «самец яка»; кроме того, для наименования животного в русском языке также используются слова сарлу́к, сарлы́к (производное от монг. сарлаг), кута́с и словосочетания «тибетский бык» и «хрюкающий бык» из-за звуков, издаваемых этим животным.

## Распространение
В Советском Союзе домашний як был завезён на Северный Кавказ, в частности в Кабардино-Балкарию, Карачаево-Черкесию, Дагестан, Чечено-Ингушетию и Северную Осетию.
На территории России домашние яки встречаются, помимо зоопарков, в сельском хозяйстве в республиках Тува (около 10 тыс. голов в 2012 году), Бурятия и Алтай (единичные особи), в верховьях реки Кубань (река Уллу-Езень) — около 1 тыс. особей.
В других странах, помимо Тибета, одомашненные яки имеются в хозяйстве у кочевников в прилегающих горных районах Северной Индии, Непала, Бутана, Монголии, Китая, у жителей Казахстана, Кыргызстана, Таджикистана, Узбекистана, занимающихся отгонным скотоводством, Афганистана, Пакистана, Ирана. Акклиматизация яка в Армении не принесла желаемых результатов. Домашних яков во всём мире содержится около 14 млн голов.

## Внешний вид
Як — крупное животное с длинным туловищем, относительно короткими ногами, широкими, округлыми копытами и тяжёлой, низко посаженной головой. Высота в холке — до 2 м, масса — до 1000 кг. Длина тела матёрого самца — до 4,25 м, из них 0,75 м приходится на хвост. Длина тела самки — до 2,8 м, высота — 1,6 м, масса — 325—360 кг.
На холке у яка небольшой горб, отчего спина кажется покатой. Рога у обоих полов длинные, но не толстые, широко расставленные, от основания направлены в стороны, а затем загибаются вперед-вверх; их длина — до 95 см, а расстояние между концами — 90 см.
Як отличается длинной косматой шерстью, которая свисает с туловища и почти полностью закрывает ноги. Шерсть темно-бурая или серовато-чёрная всюду, кроме морды, где часто бывают белые отметины. От зимних холодов яка защищает густой свалявшийся подшерсток, который весной и летом выпадает большими клочьями. Шерсть яков широко используется тибетцами, причём на животных нередко можно видеть упряжь, сплетенную из их собственного волоса. Если на большей части тела шерсть густая и ровная, то на ногах, боках и брюхе — длинная и косматая, образует своего рода сплошную «юбку», почти доходящую до земли. Хвост также покрыт длинным жестким волосом и напоминает лошадиный. Различают диких (mutus — «немой») и домашних (grunniens — «хрюкающий») яков. 

## Классификация
Ранее исследователи объединяли всех яков в один вид Bos grunniens с двумя подвидами — дикий (немой) як B. g. mutus (Przewalski, 1883) и домашний (хрюкающий) як B. g. grunniens (Linnaeus, 1766). В настоящее время большинство авторов рассматривают диких и домашних яков как разные виды — Bos mutus и Bos grunniens соответственно.
Яки (как одомашненные Bos grunniens, так и дикие Bos mutus) разделяют более 99 % последовательности бета-лактоглобулина (BLG) с другими видами рода Bos, включая Bos taurus и Bos indicus. И домашние, и дикие яки производят две паралогические версии BLG; один (BLG-A) идентичен последовательности Bos taurus и, следовательно, таксономически менее полезен, в то время как другой (BLG-E) отличается от последовательности Bos taurus (BLG-A) одной аминокислотой в конечном триптическом пептиде белковой последовательности. Угрозой для чистоты генофонда диких яков является их гибридизация с домашними яками.

## Дикий як
Исторически дикие яки зафиксированы в тибетских летописях как один из великих даров для человека. В тибетском языке дикий як, в отличие от домашнего, называется дронг.
Дикие яки не выносят мест, освоенных людьми, из-за браконьерства и конкуренции с домашним скотом, и поэтому быстро вымирают — сейчас они уцелели лишь в высокогорных районах Тибетcкого нагорья на отметках 4300—4600 м над у. м. зимой и до 6100 м над у. м. летом. Численность диких яков в Тибете около 15 000 особей на площади около 400 000 км2 (по состоянию на 2009 год), большинство из них обитает в резервате Чангтан. В плейстоцене дикий як был распространён значительно шире, его ископаемые остатки находят в Прибайкалье, Монголии, в южной Сибири.
Кроме Тибета, яки в диком состоянии живут в Приозерском районе Ленинградской области. Такая ситуация сложилась после того, как в 2010-е годы пара яков сбежала от фермера, который привез их с целью разведения. Яки поселились в лесу, адаптировались и начали активно размножаться. В результате, жители Приозерского района все чаще публикуют фото и видео своих встреч с яками.
Як хорошо адаптирован к условиям высокогорья. Он имеет более крупные лёгкие и сердце в сравнении с быками низменных районов. Кровь яка способна переносить больше кислорода благодаря присутствию в ней значительной доли фетального гемоглобина на протяжении всей жизни. Оборотной стороной такой приспособленности являются плохая переносимость низких высот и перегрев при температурах выше 15 °C, но домашние яки живут и успешно размножаются даже в Московском зоопарке. Среди других приспособлений к низкой температуре — подкожный слой жира и практически полное отсутствие потовых желёз.
Яки водятся на Тибетском плоскогорье и в сопредельных горных областях (Каракорум, Ладакх). Живут семьями из нескольких голов или небольшими (10—12 голов) стадами, старые самцы — поодиночке. Однако, как свидетельствует Н. М. Пржевальский, впервые описавший дикого яка, ещё в XIX в. стада коров яка с маленькими телятами достигали нескольких сотен, а то и тысяч голов.
В 6-8-летнем возрасте яки достигают половой зрелости; продолжительность жизни — около 25 лет.
Гон у яков бывает в сентябре — октябре. В это время быки присоединяются к группам коров. Между быками происходят жестокие драки, непохожие на ритуализированные бои большинства других полорогих. Соперники во время схватки стараются ударить соперника рогом в бок. Смертельный исход этих боев редок, дело ограничивается ранениями, иногда весьма серьёзными. В период гона слышен призывный рев яка, в другое время быки исключительно молчаливы. Отёл у яков происходит в июне, после девятимесячной беременности. Телёнок не разлучается с матерью около года.
Взрослые яки прекрасно вооружены, очень сильны и свирепы. Волки решаются напасть на них только в исключительных случаях, большой стаей и по глубокому снегу. Преследуемый человеком як-бык, особенно раненый, без колебаний атакует охотника. Нападающий як высоко держит голову и хвост с развевающимся султаном волос.
Из органов чувств у яка лучше всего развито обоняние. Зрение и слух значительно слабее.

## Домашний як
Ещё в древности, в I тысячелетии до н. э., як одомашнен человеком. Домашние яки мельче и спокойнее диких, среди них часто встречаются безрогие особи (по-тибетски — аю), очень изменчива окраска, кроме того, они сильно восприимчивы к болезням. Яка используют в Тибете, Джунгарии, на Памире и в других частях Центральной Азии, в Монголии, Туве, Бурятии и на Алтае (там используются не чистокровные яки, а хайнаки — помесь между яком и коровой), на Кавказе, в Азербайджане, горном Иране, Дагестане, Китае, на Тянь-Шане (многие популяции были недавно восстановлены завезением особей из других мест обитания). Як — незаменимое вьючное животное в высокогорье. Даёт отличное молоко и молочные продукты (напр., масло, сыр), мясо и шерсть, не требуя ухода.
В начале XX века Энциклопедический словарь Брокгауза и Ефрона сообщает:
Из домашних животных на Памире в особенности замечателен як (Poephagus grunniens), дающий молочные продукты и представляющий единственное животное, пригодное для езды и перевозки тяжестей на больших высотах
Домашний як скрещивается с коровами, и полученные хайнаки (монг. хайнаг, тиб. дзо) очень удобны как тягловые животные. Они разводятся на юге Сибири и в Монголии, отличаются большей выносливостью, а также бо́льшими размерами и более смирным нравом.
В Бутане яков скрещивают с гаялами.
В Горном Алтае, особенно в географической близости с Монголией, разводят яков, которых здесь называют словом «сарлык». Одна из гор на Алтае называется «сарлык» за сходство с формой спины животного. 